# Pinacoteca di San Michele
La Pinacoteca di San Michele si trova a Pescia, nel complesso dell'antico monastero di San Michele Arcangelo, con accesso in piazza Matteotti.

## Storia
Nel 1044 si ha la prima attestazione di San Michele monastero benedettino allorché l'abate vallombrosano di San Salvatore di Fucecchio, stando entro il chiostro di San Michele Collelape, permutò alcuni terreni "in partibus Piscie" appartenenti al suo monastero.
Nel 1173 l'antico monastero delle Benedettine è indicato in contratti. Col motu proprio di Pietro Leopoldo del 1785 San Michele venne trasformato in conservatorio per l'istruzione e l'educazione delle fanciulle, status confermato nel 1931.
Oggi l'antico monastero ospita il Liceo Statale "Carlo Lorenzini", la Pinacoteca e la parrocchia di San Michele.

## Percorso espositivo

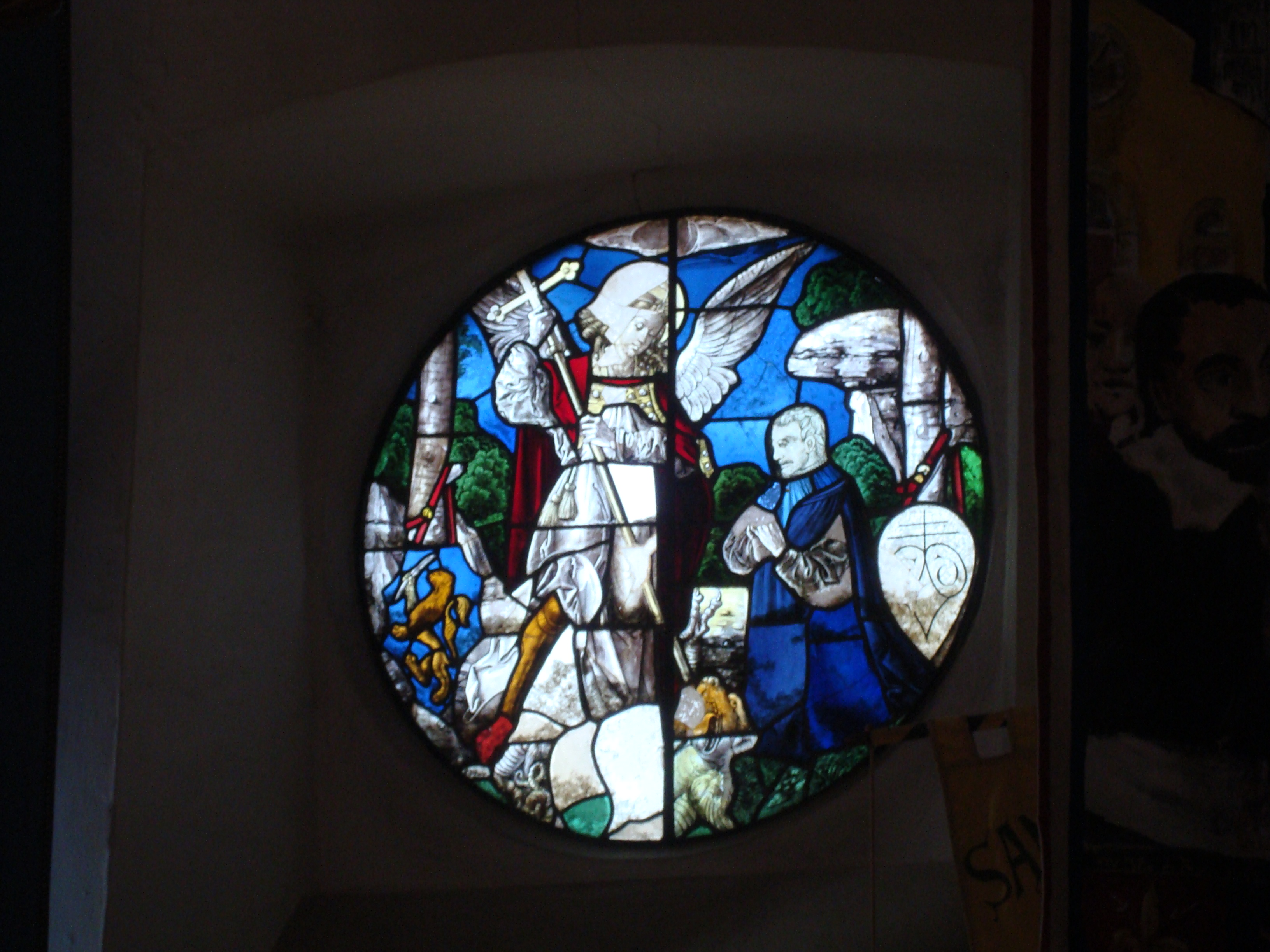
Vetrata di San Michele

### Sala 1
Refettorio (anno di costruzione 1508)

### Sala 2
Ingresso (anno di costruzione 1500)

### Sala 3
Sala (anno di costruzione 1521)

### Altro

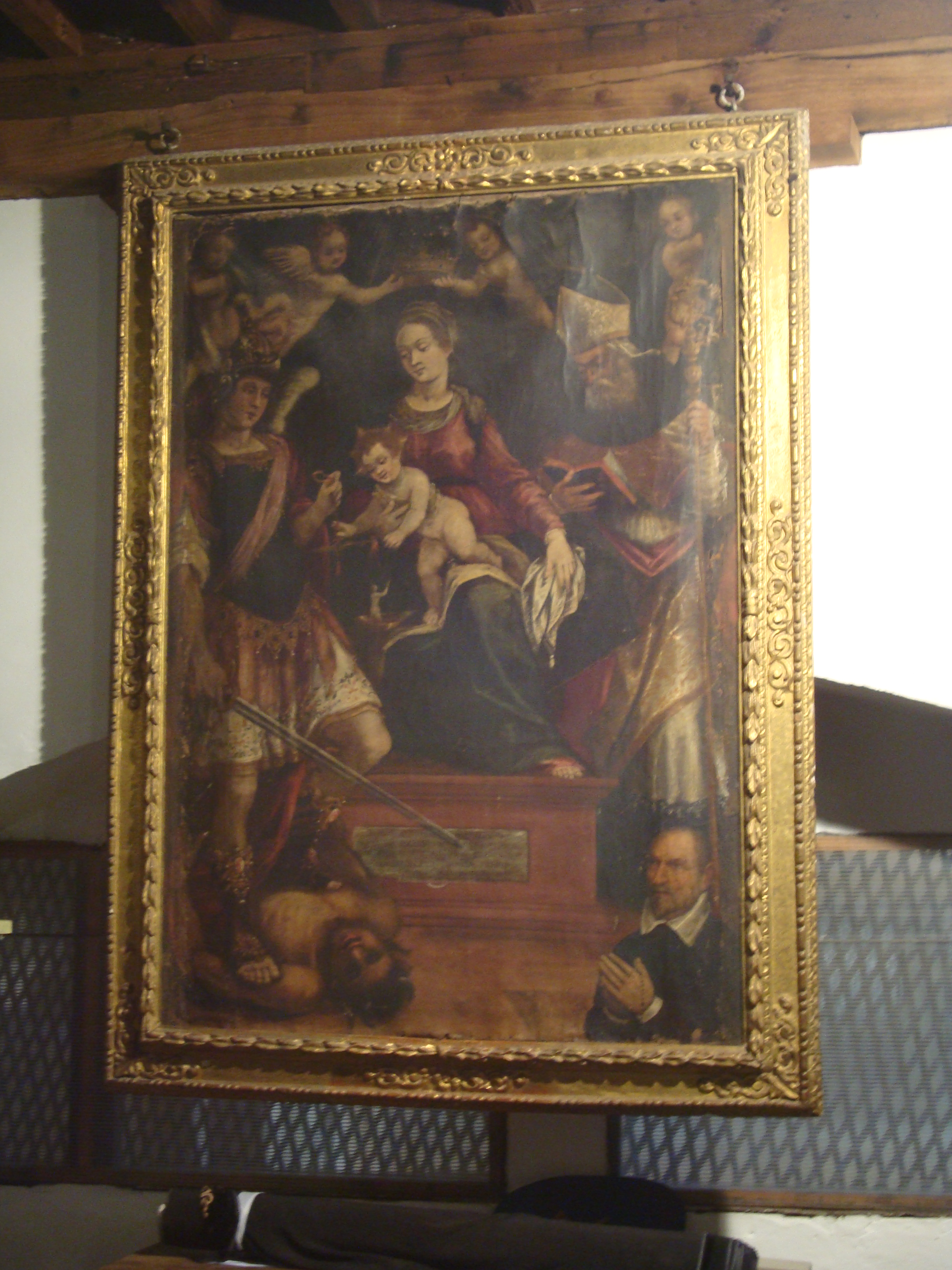
La tela di Brunetto Ippoliti

Tramite la pinacoteca si può inoltre accedere ai vani sopra la chiesa di San Michele, come quello contenente la cinquecentesca vetrata di San Michele che sconfigge il drago con committente e il coro ligneo cinquecentesco delle monache, con una grande tela di Brunetto Ippoliti.